# شهاب‌الدین زیدری نسوی
شهاب‌الدین زیدری نسوی یا شهاب الدین نورالدین محمد زیدری نسوی (مرگ ۶۴۷ ه‍.ق) شاعر، نویسنده و مورخ قرن هفتم هجری است. تحصیلات وی در خراسان انجام گرفت. او منشی سلطان جلال‌الدین خوارزمشاه آخرین شاه خوارزمشاهیان بود و در آغاز کار در خدمت امرای محلی نسا (در خراسان) به‌سر می‌برد و سپس به اردوگاه سلطان جلال‌الدین خوارزمشاه در عراق و آذربایجان پیوست. وی از سال ۶۲۲ق صاحب دیوان انشاء سلطان جلال‌الدین شد و تا سال ۶۲۸ ق در این سمت باقی بود. نسوی مدتی در بلاد آسیای صغیر و آذربایجان سرگردان بود. تا عاقبت در میافارقین نزدیک مَلِک مسعود از سلاطین کرد ایوبی رفت. وی در حدود ۶۴۷ق در حلب در گذشت.

## نگارشنفثةالمصدور
شهاب‌الدین محمد نسوی، در سال ۶۲۱ق از جانب والی نسا (در خراسان)، به دربار سلطان جلال‌الدین فرستاده شد و تا سال ۶۲۸ق که سال مرگ جلال‌الدین است در خدمت او بود. او در سال ۶۲۹ق در میافارقین اقامت کرد و نفثه‌المصدور را در حدود سال ۶۳۲ق، در آنجا نوشت.

## نگارشسیرت جلال‌الدین
کتاب دیگر این نویسنده، سیرت جلال‌الدین مینکبرنی است که در سال ۶۳۹ق به زبان عربی نوشته شده‌است. وی بیشتر عمر را در خود را در زمان حملهٔ مغول به‌سر برده و شاهد بسیاری از جنایات و وقایع آن عصر بوده‌است.